# Спрінг-Сіті (Теннессі)
Спрінг-Сіті (англ. Spring City) — місто (англ. town) в США, в окрузі Ріа штату Теннессі. Населення — 1949 осіб (2020).

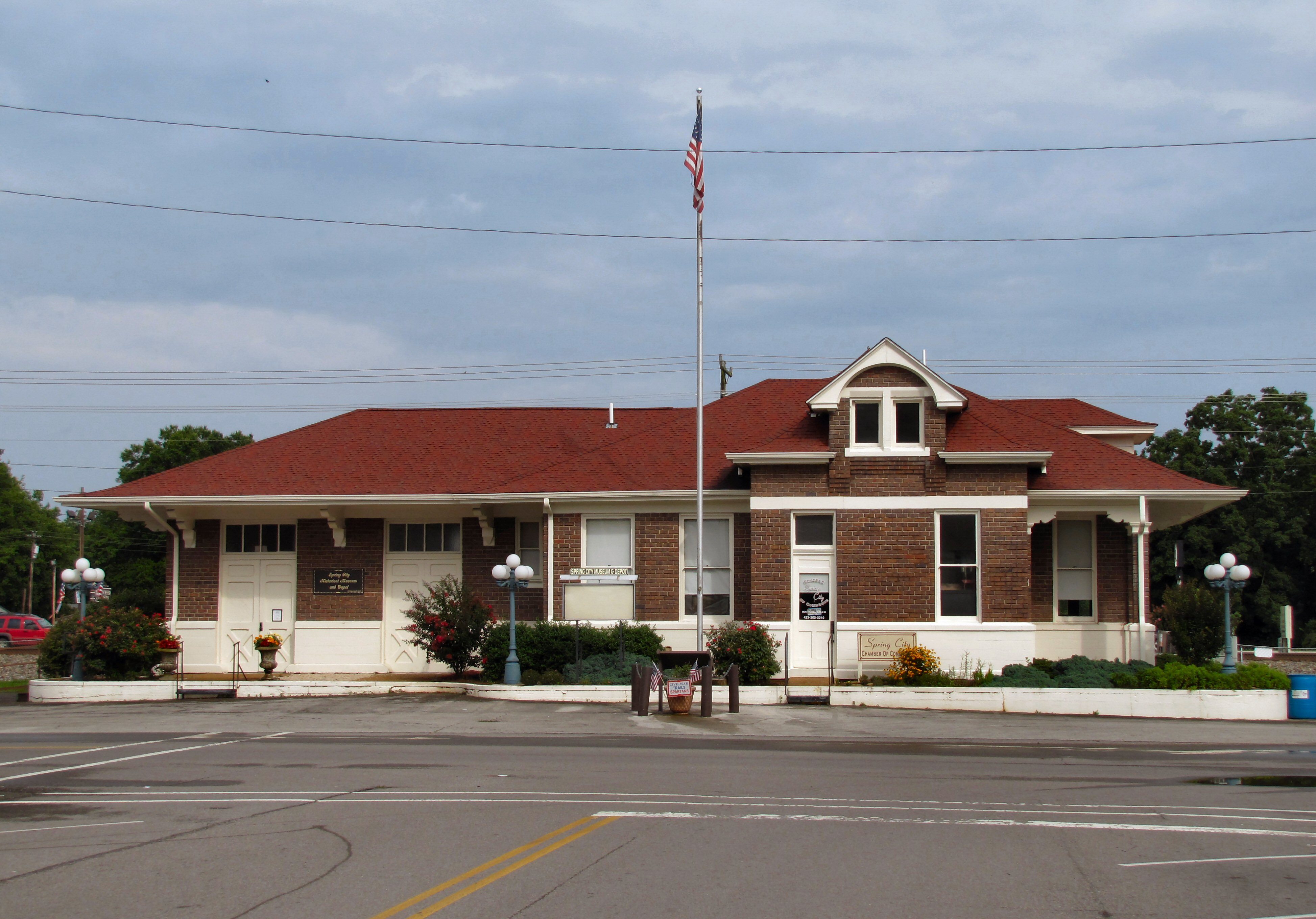
Депо, побудоване у 1909 році

## Історія
Місто було засноване як залізнична станція.

## Географія
Спрінг-Сіті розташований за координатами 35°41′11″ пн. ш. 84°51′51″ зх. д. / 35.68639° пн. ш. 84.86417° зх. д. (35.686385, -84.864229).  За даними Бюро перепису населення США в 2010 році місто мало площу 6,83 км², з яких 6,75 км² — суходіл та 0,08 км² — водойми.

## Демографія
Згідно з переписом 2010 року, у місті мешкала 1981 особа в 809 домогосподарствах у складі 505 родин. Густота населення становила 290 осіб/км².  Було 981 помешкання (144/км²).
Расовий склад населення:
| - 92,8 % — білих - 3,7 % — чорних або афроамериканців - 0,7 % — корінних американців - 0,3 % — азіатів - 0,2 % — вихідців з тихоокеанських островів |

До двох чи більше рас належало 2,1 %. Частка іспаномовних становила 1,2 % від усіх жителів.
За віковим діапазоном населення розподілялося таким чином: 20,2 % — особи молодші 18 років, 55,4 % — особи у віці 18—64 років, 24,4 % — особи у віці 65 років та старші. Медіана віку мешканця становила 47,6 року. На 100 осіб жіночої статі у місті припадало 85,5 чоловіків;  на 100 жінок у віці від 18 років та старших — 81,6 чоловіків також старших 18 років.
Середній дохід на одне домашнє господарство  становив 42 866 доларів США (медіана — 25 685), а середній дохід на одну сім'ю — 56 677 доларів (медіана — 49 375). За межею бідності перебувало 31,7 % осіб, у тому числі 48,3 % дітей у віці до 18 років та 23,8 % осіб у віці 65 років та старших.
Цивільне працевлаштоване населення становило 735 осіб. Основні галузі зайнятості: виробництво — 21,9 %, освіта, охорона здоров'я та соціальна допомога — 14,1 %, транспорт — 11,0 %, будівництво — 11,0 %.